# Lamar Hunt U.S. Open Cup 2016
Der Lamar Hunt U.S. Open Cup 2016 war die 103. Austragung des US-amerikanischen Fußballpokalwettbewerbs der Herren. Veranstalter des Turniers ist die United States Soccer Federation.
Die Qualifikationen für dieses Turnier begannen bereits 2015, als die Mannschaften der USASA ihre Regionalmeisterschaften ausspielten. Der Sieger qualifiziert sich für die CONCACAF Champions League.

## Teilnehmende Mannschaften
| direkt für die 4. Runde qualifiziert (alle US-Mannschaften der MLS) | direkt für die 4. Runde qualifiziert (alle US-Mannschaften der MLS) | direkt für die 4. Runde qualifiziert (alle US-Mannschaften der MLS) | direkt für die 4. Runde qualifiziert (alle US-Mannschaften der MLS)                                  |
| --- | --- | --- | --- |
| - Chicago Fire - Colorado Rapids - Columbus Crew - D.C. United | - FC Dallas - Houston Dynamo - Los Angeles Galaxy - New England Revolution | - New York City FC - New York Red Bulls - Orlando City - Philadelphia Union | - Portland Timbers - Real Salt Lake - San José Earthquakes - Seattle Sounders - Sporting Kansas City |
| direkt für die 3. Runde qualifiziert (alle US-Mannschaften der NASL) | | | |
| - Carolina RailHawks - Fort Lauderdale Strikers - Indy Eleven | - Jacksonville Armada - Miami FC | - Minnesota United - New York Cosmos | - Rayo OKC - Tampa Bay Rowdies                                                                       |
| direkt für die 2. Runde qualifiziert (alle US-Mannschaften der USL, Mannschaften der NPSL, USL PDL) | | | |
| - Arizona United - Charleston Battery - Charlotte Independence - Colorado Springs Switchbacks - FC Cincinnati - Harrisburg City Islanders | - Louisville City FC - Oklahoma City Energy - Orange County Blues FC - Pittsburgh Riverhounds - Richmond Kickers - Rochester Rhinos | - Sacramento Republic - Saint Louis FC - San Antonio FC - Richmond Kickers - Wilmington Hammerheads | - Chattanooga FC (NPSL) - Kitsap Pumas (PDL)                                                         |
| Teilnehmer der 1. Runde (Mannschaften der NPSL, USL PDL, USASA, USCS und USSSA) | | | |
| - AFC Cleveland (NPSL) - Atlanta Silverbacks Reserves (NPSL) - CD Aguiluchos USA (NPSL) - Chesterfield United FC (NPSL) - Clarkstown SC Eagles (NPSL) - Corinthians FC of San Antonio (NPSL) - Detroit City FC (NPSL) - FC Wichita (NPSL) - Fredericksburg FC (NPSL) - Indiana Fire (NPSL) - Kraze United (NPSL) - Miami Fusion FC (NPSL) - Myrtle Beach Mutiny (NPSL) - Sacramento Gold (NPSL) | - Albuquerque Sol FC (USL PDL) - Burlingame Dragons FC (USL PDL) - Charlotte Eagles (USL PDL) - Cincinnati Dutch Lions (USL PDL) - Des Moines Menace (USL PDL) - FC Tucson (USL PDL) - GPS Portland Phoenix (USL PDL) - Jersey Express SC (USL PDL) - Long Island Rough Riders (USL PDL) - Michigan Bucks (USL PDL) - Mississippi Brilla (USL PDL) - New York Red Bulls U-23 (USL PDL) - Portland Timbers U23s (USL PDL) - Reading United (USL PDL) - Seacoast United Phantoms (USL PDL) - Seattle Sounders U23 (USL PDL) - Ventura County Fusion (USL PDL) - The Villages SC (USL PDL) | - Aromas Café FC (USASA) - Boca Raton FC (USASA) - Lansdowne Bhoys FC (USASA) - LA Wolves FC (USASA) - La Máquina FC (USASA) - Motagua New Orleans (USASA) - New York Pancyprian-Freedoms (USASA) - Outbreak FC (USASA) - NTX Rayados (USASA) - San Nicolas FC (USASA) - Southie FC (USASA) - West Chester United (USASA) | - San Francisco City FC (USCS) - Harpo's FC (USSSA)                                                  |

## Erste Runde
Die erste Runde wurde am 11. Mai 2016 ausgetragen.
| Datum             |                                  | Ergebnis              |                                    |
| ----------------- | -------------------------------- | --------------------- | ---------------------------------- |
| 11.05., 17:00 EDT | The Villages SC (IV)             | 1:0                   | Kraze United (IV)                  |
| 11.05., 17:00 EDT | Chesterfield United (IV)         | 1:2 n. V.             | Aromas Café FC (V)                 |
| 11.05., 17:30 EDT | Fredericksburg FC (IV)           | 1:1 n. V. (7:8 i. E.) | West Chester United (V)            |
| 11.05., 19:00 EDT | Miami Fusion FC (IV)             | 4:1 n. V.             | Boca Raton FC (V)                  |
| 11.05., 19:00 EDT | Indiana Fire (IV)                | 1:0                   | Cincinnati Dutch Lions (IV)        |
| 11.05., 19:00 EDT | Clarkstown SC Eagles (IV)        | 1:2                   | Jersey Express (IV)                |
| 11.05., 19:00 EDT | Charlotte Eagles (IV)            | 3:2 n. V.             | Myrtle Beach Mutiny (IV)           |
| 11.05., 19:00 EDT | Reading United (IV)              | 2:0                   | Atlanta Silverbacks Reserves (IV)  |
| 11.05., 19:30 EDT | Michigan Bucks (IV)              | 0:0 n. V. (3:4 i. E.) | Detroit City FC (IV)               |
| 11.05., 19:30 EDT | Long Island Rough Riders (IV)    | 1:2                   | Lansdowne Bhoys FC (V)             |
| 11.05., 19:30 EDT | New York Pancyprian-Freedoms (V) | 2:1                   | New York Red Bulls U-23 (IV)       |
| 11.05., 20:00 EDT | Southie FC (V)                   | 2:0                   | Seacoast United Phantoms (IV)      |
| 11.05., 20:00 EDT | GPS Portland Phoenix (IV)        | 0:1                   | AFC Cleveland (IV)                 |
| 11.05., 19:00 CDT | Mississippi Brilla (IV)          | 2:0                   | Motagua New Orleans (V)            |
| 11.05., 19:05 CDT | FC Wichita (IV)                  | 1:2                   | Des Moines Menace (IV)             |
| 11.05., 18:30 MDT | Albuquerque Sol FC (IV)          | 0:2                   | Harpo's FC (V)                     |
| 11.05., 19:00 PDT | Sacramento Gold (IV)             | 3:1                   | Burlingame Dragons FC (IV)         |
| 11.05., 19:00 PDT | Ventura County Fusion (IV)       | 10:3 1                | LA Wolves FC (V)                   |
| 11.05., 19:00 PDT | San Francisco City FC (VI)       | 0:3                   | CD Aguiluchos USA (IV)             |
| 11.05., 19:30 MST | FC Tucson (IV)                   | 3:0                   | San Nicolas FC (V)                 |
| 11.05., 19:30 PDT | Portland Timbers U23s (IV)       | 0:2                   | La Máquina FC (V)                  |
| 11.05., 19:30 PDT | Seattle Sounders U-23 (IV)       | 3:1 n. V.             | Outbreak FC (V)                    |
| –                 | NTX Rayados (V)                  | 20:3 2                | Corinthians FC of San Antonio (IV) |

## Zweite Runde
Die zweite Runde wurde am 18. und 19. Mai 2016 ausgetragen.
| Datum             |                                    | Ergebnis               |                                    |
| ----------------- | ---------------------------------- | ---------------------- | ---------------------------------- |
| 18.05., 19:00 EDT | FC Cincinnati (III)                | 2:1                    | Indiana Fire (IV)                  |
| 18.05., 19:00 EDT | Richmond Kickers (III)             | 4:0                    | Aromas Café FC (V)                 |
| 18.05., 19:00 EDT | Charlotte Eagles (IV)              | 0:2                    | Charlotte Independence (III)       |
| 18.05., 19:00 EDT | Wilmington Hammerheads (III)       | 6:0                    | Miami Fusion FC (IV)               |
| 18.05., 19:00 EDT | Louisville City FC (III)           | 1:1 n. V. (3:1 i. E.)  | Detroit City FC (IV)               |
| 18.05., 19:00 EDT | Rochester Rhinos (III)             | 7:0                    | Southie FC (V)                     |
| 18.05., 19:00 EDT | Pittsburgh Riverhounds (III)       | 0:2                    | Lansdowne Bhoys FC (V)             |
| 18.05., 19:30 EDT | Charleston Battery (III)           | 2:2 n. V. (2:4 i. E.)  | The Villages SC (IV)               |
| 18.05., 19:30 EDT | West Chester United (V)            | 0:2                    | Harrisburg City Islanders (III)    |
| 18.05., 19:30 EDT | Chattanooga FC (IV)                | 0:0 n. V. (4:1 i. E.)  | Reading United (IV)                |
| 18.05., 19:00 CDT | Mississippi Brilla (IV)            | 0:0 n. V. (9:10 i. E.) | Oklahoma City Energy (III)         |
| 18.05., 19:00 CDT | Saint Louis FC (III)               | 2:0                    | AFC Cleveland (IV)                 |
| 18.05., 19:30 CDT | San Antonio FC (III)               | 3:1                    | Corinthians FC of San Antonio (IV) |
| 18.05., 19:30 CDT | Des Moines Menace (IV)             | 2:0                    | Tulsa Roughnecks (III)             |
| 18.05., 19:00 MDT | Colorado Springs Switchbacks (III) | 1:0                    | Harpo's FC (V)                     |
| 18.05., 18:00 PDT | La Máquina FC (V)                  | 2:0                    | Sacramento Gold (IV)               |
| 18.05., 19:30 MST | FC Tucson (IV)                     | 0:5                    | Arizona United (III)               |
| 18.05., 19:30 PDT | Kitsap Pumas (IV)                  | 1:0                    | Seattle Sounders U-23 (IV)         |
| 18.05., 19:30 PDT | Sacramento Republic (III)          | 5:0                    | CD Aguiluchos USA (IV)             |
| 18.05., 20:00 PDT | LA Wolves FC (V)                   | 1:1 n. V. (4:2 i. E.)  | Orange County Blues FC (III)       |
| 19.05., 19:30 EDT | New York Pancyprian-Freedoms (V)   | 0:1                    | Jersey Express (IV)                |

## Dritte Runde
Die dritte Runde wurde am 1. Juni 2016 ausgetragen.
| Datum             |                               | Ergebnis              |                                    |
| ----------------- | ----------------------------- | --------------------- | ---------------------------------- |
| 01.06., 11:00 EDT | Fort Lauderdale Strikers (II) | 1:1 n. V. (2:0 i. E.) | Richmond Kickers (III)             |
| 01.06., 19:00 EDT | Jacksonville Armada (II)      | 2:1 n. V.             | The Villages SC (IV)               |
| 01.06., 19:00 EDT | Rochester Rhinos (III)        | 2:0                   | Lansdowne Bhoys FC (V)             |
| 01.06., 19:30 EDT | Indy Eleven (II)              | 2:1                   | Louisville City FC (III)           |
| 01.06., 19:30 EDT | New York Cosmos (II)          | 2:0                   | Jersey Express (IV)                |
| 01.06., 19:30 EDT | Carolina RailHawks (II)       | 5:0 n. V.             | Charlotte Independence (III)       |
| 01.06., 19:30 EDT | Chattanooga FC (IV)           | 1:2                   | Harrisburg City Islanders (III)    |
| 01.06., 19:30 EDT | Tampa Bay Rowdies (II)        | 1:0                   | FC Cincinnati (III)                |
| 01.06., 20:00 EDT | Miami FC (II)                 | 1:2                   | Wilmington Hammerheads (III)       |
| 01.06., 19:00 CDT | Rayo OKC (II)                 | 1:2 n. V.             | Oklahoma City Energy (III)         |
| 01.06., 19:00 CDT | Saint Louis FC (III)          | 0:2                   | Minnesota United (II)              |
| 01.06., 20:00 CDT | Des Moines Menace (IV)        | 1:2                   | San Antonio FC (III)               |
| 01.06., 19:30 PDT | La Máquina FC (V)             | 2:0                   | LA Wolves FC (V)                   |
| 01.06., 19:30 MST | Arizona United (III)          | 0:3                   | Colorado Springs Switchbacks (III) |
| 01.06., 20:00 PDT | Sacramento Republic (III)     | 1:3                   | Kitsap Pumas (IV)                  |

## Vierte Runde
Die vierte Runde wurde am 14. und 15. Juni 2016 ausgetragen.
| Datum             |                          | Ergebnis              |                                    |
| ----------------- | ------------------------ | --------------------- | ---------------------------------- |
| 14.06., 19:00 MDT | Colorado Rapids (I)      | 1:0                   | Colorado Springs Switchbacks (III) |
| 14.06., 20:00 MDT | Real Salt Lake (I)       | 2:2 n. V. (3:1 i. E.) | Wilmington Hammerheads (III)       |
| 14.06., 19:30 PDT | Portland Timbers (I)     | 2:0                   | San José Earthquakes (I)           |
| 14.06., 19:30 PDT | Los Angeles Galaxy (I)   | 4:1 n. V.             | La Máquina FC (V)                  |
| 15.06., 19:00 EDT | Jacksonville Armada (II) | 0:1                   | Orlando City (I)                   |
| 15.06., 19:00 EDT | Philadelphia Union (I)   | 3:2                   | Harrisburg City Islanders (III)    |
| 15.06., 19:00 EDT | Columbus Crew (I)        | 4:0                   | Tampa Bay Rowdies (II)             |
| 15.06., 19:05 EDT | Rochester Rhinos (III)   | 0:1                   | New York Red Bulls (I)             |
| 15.06., 19:30 EDT | Carolina RailHawks (II)  | 0:1 n. V.             | New England Revolution (I)         |
| 15.06., 19:30 EDT | D.C. United (I)          | 0:0 n. V. (3:4 i. E.) | Fort Lauderdale Strikers (II)      |
| 15.06., 19:30 EDT | New York City FC (I)     | 0:1                   | New York Cosmos (II)               |
| 15.06., 19:00 CDT | Minnesota United (II)    | 1:2 n. V.             | Sporting Kansas City (I)           |
| 15.06., 19:30 CDT | Chicago Fire (I)         | 1:1 n. V. (4:3 i. E.) | Indy Eleven (II)                   |
| 15.06., 19:30 CDT | FC Dallas (I)            | 2:2 n. V. (6:5 i. E.) | Oklahoma City Energy (III)         |
| 15.06., 19:30 CDT | Houston Dynamo (I)       | 4:0                   | San Antonio FC (III)               |
| 15.06., 19:30 PDT | Seattle Sounders (I)     | 2:0                   | Kitsap Pumas (IV)                  |

## Fünfte Runde
Die fünfte Runde wurde am 28. und 29. Juni 2016 ausgetragen.
| Datum             |                        | Ergebnis              |                               |
| ----------------- | ---------------------- | --------------------- | ----------------------------- |
| 28.06., 19:30 CDT | Chicago Fire (I)       | 2:1                   | Columbus Crew (I)             |
| 28.06., 20:00 MDT | Real Salt Lake (I)     | 1:1 n. V. (1:4 i. E.) | Seattle Sounders (I)          |
| 29.06., 19:00 EDT | Philadelphia Union (I) | 2:1                   | New York Red Bulls (I)        |
| 29.06., 18:00 CDT | Houston Dynamo (I)     | 3:1                   | Sporting Kansas City (I)      |
| 29.06., 19:30 EDT | New York Cosmos (II)   | 2:3                   | New England Revolution (I)    |
| 29.06., 19:30 EDT | Orlando City (I)       | 1:2 n. V.             | Fort Lauderdale Strikers (II) |
| 29.06., 19:30 CDT | FC Dallas (I)          | 2:1 n. V.             | Colorado Rapids (I)           |
| 29.06., 19:30 PDT | Portland Timbers (I)   | 0:1                   | Los Angeles Galaxy (I)        |

## Viertelfinale
Das Viertelfinale wurde am 20. Juli 2016 ausgetragen.
| Datum             |                            | Ergebnis              |                               |
| ----------------- | -------------------------- | --------------------- | ----------------------------- |
| 20.07., 19:30 EDT | New England Revolution (I) | 1:1 n. V. (4:2 i. E.) | Philadelphia Union (I)        |
| 20.07., 19:30 CDT | Chicago Fire (I)           | 3:0                   | Fort Lauderdale Strikers (II) |
| 20.07., 19:30 CDT | Houston Dynamo (I)         | 0:1                   | FC Dallas (I)                 |
| 20.07., 19:30 PDT | Los Angeles Galaxy (I)     | 4:2                   | Seattle Sounders (I)          |

## Halbfinale
Das Halbfinale wurde am 9. und 10. August 2016 ausgetragen.
| Datum             |                            | Ergebnis  |                  |
| ----------------- | -------------------------- | --------- | ---------------- |
| 09.08., 20:00 EDT | New England Revolution (I) | 3:1       | Chicago Fire (I) |
| 10.08., 19:00 PDT | Los Angeles Galaxy (I)     | 1:2 n. V. | FC Dallas (I)    |

## Finale
| FC Dallas                                                            | FC Dallas | New England Revolution | New England Revolution |
| -------------------------------------------------------------------- | --- | --- | ---------------------- |
| FC Dallas                                                            | \| 13. September 2016 um 21:00 Uhr (CDT) in Frisco, TX (Toyota Stadium) \| \| Ergebnis: 4:2 (3:1) \| \| Zuschauer: 16.612 \| \| Schiedsrichter: Baldomero Toledo ( Kalifornien) \| \| Spielbericht \|                                                                    | \| 13. September 2016 um 21:00 Uhr (CDT) in Frisco, TX (Toyota Stadium) \| \| Ergebnis: 4:2 (3:1) \| \| Zuschauer: 16.612 \| \| Schiedsrichter: Baldomero Toledo ( Kalifornien) \| \| Spielbericht \|                                                         | New England Revolution |
| FC Dallas                                                            | Chris Seitz – Ryan Hollingshead, Walker Zimmerman, Matt Hedges, Maynor Figueroa – Kellyn Acosta, Carlos Gruezo, Mauro Rosales (58. Tesho Akindele), Mauro Díaz , Michael Barrios (82. Victor Ulloa) – Maximiliano Urruti (90.+1' Aubrey David) Cheftrainer: Óscar Pareja | Brad Knighton – Andrew Farrell, London Woodberry, José Gonçalves, Je-Vaughn Watson (45.+3' Chris Tierney) – Gershon Koffie (42. Kei Kamara), Scott Caldwell, Diego Fagúndez, Kelyn Rowe (69. Teal Bunbury) – Lee Nguyen , Juan Agudelo Cheftrainer: Jay Heaps | New England Revolution |
| FC Dallas                                                            | 1:1 Maximiliano Urruti (15.) 2:1 Matt Hedges (40.) 3:1 Mauro Díaz (45.+7', Foulelfmeter) 4:1 Maximiliano Urruti (61.) | 0:1 Juan Agudelo (6.) 4:2 Juan Agudelo (73.) | New England Revolution |
| FC Dallas                                                            | Walker Zimmerman (50.) | Scott Caldwell (29.), London Woodberry (48.), Andrew Farrell (63.), Diego Fagundez (66.) | New England Revolution |
| 13. September 2016 um 21:00 Uhr (CDT) in Frisco, TX (Toyota Stadium) | | |                        |
| Ergebnis: 4:2 (3:1)                                                  | | |                        |
| Zuschauer: 16.612                                                    | | |                        |
| Schiedsrichter: Baldomero Toledo ( Kalifornien)                      | | |                        |
| Spielbericht                                                         | | |                        |